# کومو خوداشنی
کومو خوداشنی (گرجی: ქვემო ხოდაშენი) یک روستا در شهرداری تلاوی در گرجستان است.

## مردم
| سرشماری | جمعیت |
| ------- | ----- |
| ۲۰۰۲    | ۱۵۵۳  |
| ۲۰۱۴    | ۱۲۷۷  |